# Code INSEE
Code Insee is een alfanumerieke code toegepast in Frankrijk. De code is door het Nationale instituut voor statistiek (INSEE) ontwikkeld voor de analyse en verslaglegging van geografische gebieden.
De gemeentesleutel bestaat uit 5 cijfers. Zo heeft de Franse gemeente Metz de Insee-code 57463. Deze is samengesteld uit de departementscode 57 (Moselle) en 463 (positie van Metz in het alfabet van gemeenten in het departement).
Bij Franse overzeese gebieden wordt een 3-cijferige code voor het gebied (971 tot 974 en 976) en 2-cijferige code voor de plaats gebruikt. Voorbeeld: 98735; Papeete.